# Razdoblje proljeća i jeseni
Razdoblje proljeća i jeseni (kineski: 春秋時代, pinyin: Chūnqiū Shídài) je razdoblje u povijesti Kine koje otprilike odgovara prvoj polovici Istočne dinastije Zhou (od druge polovice 8. stoljeća pr. Kr. do prve polovice 5. stoljeća pr. Kr.). Ime mu dolazi od Anala Proljeća i Jeseni, ljetopisa države Lu od 722. pr. Kr. do 481. pr. Kr., koja se tradicionalno pripisuje Konfuciju.
U Razdoblju proljeća i jeseni Kinom se vladalo kroz feudalni sustav u kojemu su kraljevi dinastije Zhou držali nominalnu vlast nad tzv. „Kraljevskom domenom”, smještenom oko njihove prijestolnice (suvremeni Luoyang), te dijelili lena širom Kine stotinama nasljednih plemića (Zhuhou 諸侯), potomcima članova drevnog klana Zhou, potomcima suradnika osnivača dinastije ili lokalnim velmožama. Najvažniji feudalni kneževi (kasnije poznati kao „dvanaest prinčeva”, 十二諸侯) redovno su se sastajali i raspravljali o važnim pitanjima kao što su vojni pohodi protiv stranih naroda ili plemića koji su se o njih ogriješili. Tijekom tih sastanaka ponekad bi neki od prinčeva postao hegemon (伯, kasnije 霸) koji bi stekao pravo da zapovijeda vojskama svih feudalnih država. 
Tijekom Razdoblja proljeća i jeseni veće države su ili gutale ili činile vazalima manje države. Do 6. stoljeća pr. Kr. većina malih država je nestalo, a Kinom je dominiralo nekoliko velikih i moćnih kneževina. Neke od južnih država, kao Chu i Wu, proglasile su nezavisnost od Zhoua. Počinjali su ratovi kako bi se obračunalo s nekim od tih država (Wu i Yue). U državi Jin se, pak, šest moćnih obitelji borilo za nadmoć, te je niz građanskih ratova doveo do komadanja Jina na tri manje države početkom 5. stoljeća pr. Kr. Do tada se nadzor kraljeva Zhoua nad feudalnim kneževima bitno smanjio, feudalni sustav se raspaoi počelo je „Razdoblje zaraćenih država”.

## Početak Istočne dinastije Zhou
Oko 770. pr. Kr. kralj You je zamijenio kraljicu s priležnicom Baosi, a glavni grad su napale i opljačkale zajedničke snage kraljičinog oca, moćnog markiza od Shena i nomadskog plemena Quanrong. Nakon što su glavni grad Zhoua Hao (pokraj današnjeg Xi'ana) uništili zapadni barbari, krunski princ Ji Yijiu (姬宜臼) je pobjegao na istok. Tijekom bijega se kralj morao oslanjati na pomoć obližnijih gospodara Qija (齊), Zhenga (鄭) i Jin (晉) kako bi se zaštitio od barbara i buntovno raspoloženih velmoža. Glavni grad Zhoua je 722. pr. Kr. iz Haoa premješten u istočnu prijestolnicu Chengzhou (današnji Luoyang) na Žutoj rijeci.
Odbjegla elita Zhoua nije imala snažno uporište u istočnim teritorijama; čak je i krunidba princa morala imati podršku lokalnih država da bi uspjela. Domena Zhoua se zato bitno smanjila na Luoyang i okolicu, te dvor više nije mogao podržavati šest grupa stajaće vojske (六軍, liù jūn). Sljedeći kraljevi Zhoua su stoga morali tražiti pomoć od vazalnih država kako bi se obranili od pljačkaških pohoda i ustanaka. Dvor Zhoua više nikada nije povratio prvotni autoritet, umjesto toga je postao tek simbolični poglavar feudalnih država. Iako je kralj de jure sačuvao „Mandat Neba”, de facto mu titula nije davala nikakvu vlast.

## Uspon hegemona
Prvi plemić koji je značajnije pomogao odbjegle kraljeve Zhoua bio je Vojvoda Zhuang od Zhenga (鄭庄公) (r. 743. pr. Kr.-701. pr. Kr.). On je prvi ustanovio tzv. „hegemonijski sustav” bà (霸) s namjerom da očuva ranije proto-feudalne privilegije lokalnih velmoža. Tradicionalni povjesničari su taj sustav nastojali opravdati potrebom da se slabije civilizirane države i kraljevska obitelj Zhoua obrane od susjednih „barbarskih” plemena. Ta plemena, smještena na jugu, sjeveru, istoku i zapadu, su bila Man, Yi, Rong i Di.
S druge strane, nove države su naglo ojačale, a njihovi vladari pokazivali više zanimanja za čuvanje i širenje svoje vlasti nego za zaštitu slabijih entiteta u vrijeme nereda (匡扶社稷 kuāng fú shè jì), za razliku od službenog stava kojim se pravdala carska vlast u kasnijim razdobljima kineske povijesti.
Vojvode Huan od Qija (vl. 685. pr. Kr.-643. pr. Kr.) i Wen od Jina (vl. 636. pr. Kr.-628. pr. Kr.) su si dodatno ojačali sustav hegemonije, što je donijelo relativnu stabilnost, ali u kratkim razdobljima. Zahvaljujući hegemoniji su otpočele aneksije manjih entiteta i država, što je omogućilo jačanje nekoliko većih entiteta kao što su Qin, Jin, Qi i Chu. Hegemoni su s vremenom prestali biti zaštitnici slabijih država i umjesto toga su održavali vlast nad svojim satelitima, bilo da su oni imali kinesko ili „barbarsko” podrijetlo.
Velike države su često sticale prevlast nad manjima koristeći kao izliku nastojanje da im se pomogne i zaštiti za vrijeme njihovih unutrašnjih sukoba. Hegemoni su zato u pravilu dolazili iz velikih država. S vremenom su sebe proglasili gospodarima svojih teritorija, a nisu čak ni formalno priznavali simboličku vlast Zhoua. S vremenom su razvili sustav lokalne uprave (Jun i Xian), temeljem koja je službenike imenovala središnja vlast, što je omogućilo jaču kontrolu. Također su stvorili i porezni sustav koji je daleko više pogodovao razvoju poljoprivrede i trgovine nego proto-feudalizam na početku razdoblja.
S vremenom su tri države Qin, Jin i Qi ne samo ojačale, nego uspjele odbiti napad južne države Chu, čiji su se vladari proglasili nezavisnim kraljevima. Kada su vojske Chua su počele ugrožavati područje Žute rijeke, Chu su proglašeni „južnim barbarima” (Chu Man), što je bila parola kojom se priječilo Chu da intervenira u sjevernjačke utjecajne sfere. Napadi Chua su odbijeni u tri velike bitke, kod kod Chengpua, Bija i Yanlinga, zahvaljujući kojima su obnovljene države Chen i Cai.

## Međudržavni odnosi
Tijekom ovog razdoblja razvio se kompleksni sustav međudržavnih odnosa koji se djelomive nastavljao na raniji fedualni sustav iz doba Zapadnog Zhoua, ali su ga s vremenom počeli prožimati elementi koji su se manje oslanjali na ceremonije i tradicije, a više na nove realpolitičke okolnosti. Tako se stvorila zbirka međudržavnih običajnih normi i vrijednosti, koje neki suvremeni teoretičari smatraju svojevrsnom pretečom međunarodnog prava. Tome je pogodovalo širenje država proljeća i jeseni, zbog čega su često jedna s drugom dolazile u kontakte, ali i sukobe.

## Završni ratovi
Dugotrajne i iscrpljujuće borbe između tri sjevernjačke države i njihovog južnjačkog suparnika su završene kada su se 579. pr. Kr. predstavnici Qija, Qina, Jina i Chu prvi put susreli na mirovnoj konferenciji. Na njoj je dogovoreno međusobno razoružanje, ali su i sve ostale države proglašene njihovim satelitima. Taj je aranžman 546. pr. Kr. potvrđen novim posebnim sporazumom Jina i Chu.
Tijekom relativno mirnog 6. stoljeća pr. Kr. postupno su ojačale dvije obalne države, Wu u današnjem Jiangsuu i Yue u današnjem Zhejiangu. Njihovo međusobno suparništvo je završilo kada je kralja Fuchaia od Wua porazio kralj Goujian od Yuea (vl. 496. pr. Kr.-465. pr. Kr.) koji je postao posljednji opće prihvaćeni hegemon. Time je otpočelo dulje razdoblje mira među državama, tijekom kojega su se četiri najjače države okrenule unutarnjem razvoju, ali i sukobima. U Jinu je tako započela borba za vlast između šest najmoćnijih zemljoposjedničkih obitelji, dok su se u Chinu i Chuu sukobili članovi vladarskih obitelji. Obitelj Chen je, s druge strane, počela proces eliminacije svojih suparnika u Qiju. Te su borbe za vlast završile kada su tri preostale obitelji u Jinu: Zhao, Wei i Han, 403. pr. Kr. odlučile podijeliti državu, a nemoćni Zhou dvor to bio prisiljen priznati. To je dovelo do početka novih međudržavnih ratova, čime je započelo sljedeće „Razdoblje zaraćenih država”.

## Popis hegemona iliBa(霸)
Tradicionalno Pet hegemona Razdoblja proljeća i jeseni (春秋五霸 Chūn Qiū Wǔ Bà) su:
- Vojvoda Huan od Qija (齊桓公)
- Wen od Jina (晉文公)
- Zhuang od Chua (楚莊王)
- Mu od Qina (秦穆公)
- Xiang od Songa (宋襄公)

Drugi povjesničari predlažu da se među „Pet hegemona” uvrste:
- Vojvoda Huan od Qija (齊桓公)
- Wen od Jina (晉文公)
- Zhuang od Chua (楚庄王)
- Fučai od Wua (吳王夫差)
- Goujian (越王勾踐)